# Gargantuavis
Gargantuavis philoinos
Genre
Espèce
Gargantuavis est un genre éteint d'oiseaux terrestres géants contenant l'unique espèce Gargantuavis philoinos. Il a vécu pendant le Crétacé supérieur dans ce qui est maintenant le sud de la France et le nord-ouest de l'Espagne. Ses fossiles ont été découverts dans plusieurs formations géologiques, datées entre 73,5 et 71,5 millions d'années,. Gargantuavis est le plus grand oiseau connu du Mésozoïque. Les quelques os retrouvés suggèrent une taille située entre le casoar et l'autruche. De plus, une étude basée sur la circonférence de son fémur donne une masse de 140 kg, soit un poids similaire à celui des autruches actuelles. Compte tenu de sa masse, Gargantuavis était probablement incapable de voler. La largeur de son bassin et la morphologie de son fémur montrent que l’animal n’était pas adapté à la course rapide. De nombreux aspects de sa biologie sont inconnus, y compris son alimentation car son crâne n'a pas encore été retrouvé. La niche écologique de Gargantuavis dans son écosystème est également mystérieuse car ce grand oiseau marcheur coexistait avec de grands dinosaures carnivores comme les théropodes abelisauridés. Quoi qu’il en soit, et contrairement aux hypothèses plus anciennes, Gargantuavis montre que l'extinction des dinosaures non-aviens n'était pas une condition nécessaire à l'émergence d'oiseaux terrestres géants. Il est possible que certains des œufs fossiles trouvés dans les mêmes régions que lui, et habituellement attribués aux dinosaures non-aviens, appartiennent à cet oiseau,,. 

## Découverte
Le matériel a été récupéré dans la formation des Marnes rouges intérieures (département de l'Aude) et dans celle des Grès à reptiles du Var. Le premier fossile de Gargantuavis a été trouvé en 1995 dans le Var, dans le sud-est de la France. Ce premier spécimen, un ensemble partiel de vertèbres pelviennes (synsacrum), a été découvert lors de fouilles systématiques effectuées près du village de Fox-Amphoux. Ce spécimen fut décrit dans une courte note, mais en raison de sa nature fragmentaire; il ne fut attribué à aucun taxon en particulier. Plusieurs autres spécimens ont ensuite été retrouvés plus à l'ouest, y compris un fémur incomplet de la localité de Combebelle près de Villespassans dans l'Hérault, et un synsacrum plus complet avec une partie des ilia provenant du site de Bellevue à Campagne-sur-Aude dans l’Aude. Bien qu’incomplets, ces spécimens montraient une combinaison de caractères suffisante pour décrire et nommer l’espèce en 1998. Le nom de genre se réfère à Gargantua, un géant et personnage principal du roman éponyme de François Rabelais, et de avis signifiant "oiseau". L’épithète spécifique philoinos, signifiant "amoureux du vin", a été choisi car les fossiles de Gargantuavis ont tous été trouvés au milieu des vignes. Ce n'est qu’à partir de 2013 que de nouveaux restes de Gargantuavis furent décrits. Ils comprennent une grande vertèbre cervicale, un fragment de synsacrum et un ilium partiel du site de Montplo-Nord près du village de Cruzy dans l’Hérault, et deux bassins incomplets de la localité de Bastide-Neuve à Fox-Amphoux. De plus, un synsacrum incomplet provenant du site de Laño dans le Comté de Treviño, dans le nord-ouest de l'Espagne, est le premier spécimen de ce taxon trouvé en dehors de la France. Plus récemment, un fémur complet de 23 cm de long découvert à Cruzy, appartient à un individu dont le poids est estimé à 50 kg.

## Description

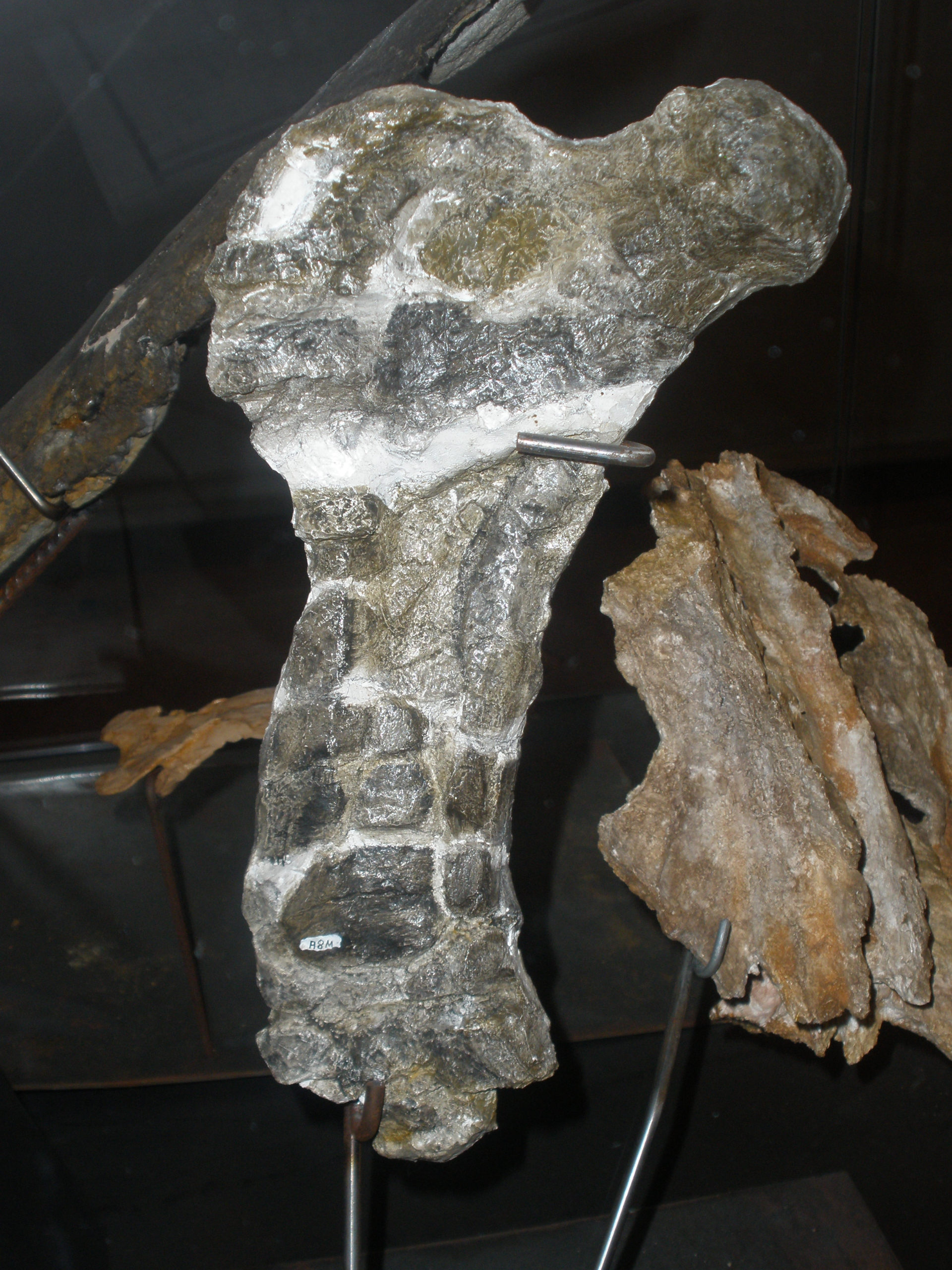
Fémur incomplet de Gargantuavis découvert à Villespassans (Hérault) et exposé au Musée des Dinosaures d’Espéraza

Gargantuavis est surtout représenté par plusieurs bassins incomplets. L’holotype fut décrit comme étant extrêmement large. La description en 2015 d’un spécimen mieux conservé a montré que cette interprétation était due à un écrasement dorso-ventral du spécimen type. Bien que Gargantuavis possédait un bassin plus étroit que ce que l’on croyait initialement, celui-ci était encore trop large pour faire de lui un animal coureur. Le bassin de Gargantuavis, fortement pneumatisé, se distingue surtout par la présence de plusieurs caractères archaïques tel un synsacrum n’étant composé que d’un faible nombre de vertèbres fusionnées (une dizaine), des ilia qui ne se rejoignent pas au-dessus du synsacrum, et un acetabulum placé près de l'avant du bassin plutôt qu’en position médiane,.
En dehors du bassin, le squelette du Gargantuavis n’est représenté que par deux fémurs et une vertèbre cervicale. Le fémur est court et robuste. Il montre une crête trochantérique similaire à celle de la plupart oiseaux. En revanche il n’y a pas de trochanter postérieur comme c’est le cas chez les théropodes droméosauridés, chez Archaeopteryx, et chez les énantiornithes,. L’extrémité inférieure du fémur montre un condyle latéral divisé en deux semicondyles comme chez les oiseaux modernes. La vertèbre cervicale décrite en 2013 provient de la partie médiane du cou, là où seule une flexion dorsale était possible. Cette vertèbre est fortement pneumatisée et montre une morphologie typiquement avienne avec des faces articulaires en forme de selles. La partie ventrale de la facette articulaire postérieure est étonnamment étroite et ne montre pas d’expansion latérale à l’inverse de ce qui est connu chez la plupart des oiseaux,.
En 2009, un chercheur a suggéré que Gargantuavis n'était pas un oiseau mais plutôt un ptérosaure géant. Cependant, les caractères ostéologiques de Gargantuavis ont clairement démontrés sa nature avienne. Ce qui a également été confirmée par l’histologie osseuse de l’animal, laquelle présente des caractéristiques similaires à celle de certains oiseaux, et de nettes différences avec celle des ptérosaures et des dinosaures non-aviens.

## Paléogéographie
À l’époque durant laquelle vivait Gargantuavis, l'Europe était un archipel. La région du sud de la France et du nord-ouest de l'Espagne, d’où proviennent ses fossiles, faisait partie d’une grande île appelée île Ibéro-Armoricaine, laquelle était  la plus occidentale des îles de l’archipel. Les formations rocheuses qui contenaient des fossiles de Gargantuavis ont également livrés des restes abondants de poissons, de tortues, de mammifères, de crocodylomorphes, de ptérosaures, de divers titanosaures (tels Ampelosaurus et Lirainosaurus), des ankylosaures Nodosauridae, des ornithopodes Rhabdodontidae et des théropodes, y compris d'autres oiseaux anciens, comme les énantiornithes. L’abondance des Rhabdodontidae et des titanosaures, conjugué à l’absence des hadrosaures, constitue un assemblage faunique repère pour attribuer approximativement ces formations à l'intervalle de temps Campanien supérieur – Maastrichtien inférieur. Un âge confirmé plus tard par des preuves magnétostratigraphiques dans deux localités. La localité type de Gargantuavis, le site de Bellevue dans la Formation des Marnes Rouges inférieures, est datée de 71,5 millions d'années (partie basale du Maastrichtien inférieur). Les Grès à reptiles du Var sont datés du Campanien supérieur-Maastrichtien inférieur. Le site espagnol de Laño est légèrement plus vieux avec un âge de 72 à 73,5 millions d’années (Campanien terminal).

## Paléobiologie
L'anatomie et la biologie de Gargantuavis ne sont pas bien connues en raison de l'incomplétude des spécimens. Le bassin plutôt large montre que Gargantuavis n'était pas un coureur rapide. Aucun reste crânien n'a encore été trouvé, de sorte que la forme de la tête de l’animal est inconnue de même que son régime alimentaire. Cependant, la seule vertèbre cervicale connue suggère que Gargantuavis avait un cou assez long et mince, ce qui semble exclure la présence d'un crâne massif. Contrairement aux oiseaux géants terrestres du Cénozoïque qui vivaient dans des écosystèmes sans prédateurs (ou incluant seulement de petits carnivores), Gargantuavis cohabitait avec des théropodes Abélisauridés et Droméosauridés. Aussi, la place de cet oiseau terrestre géant dans les écosystèmes du Crétacé supérieur de l'île Ibéro-Armoricaine n'est pas claire. Il semble avoir été un élément peu commun de la faune de cette île. Malgré de nombreuses fouilles sur les sites où ses os ont été trouvés, la plupart n'ont livrés que quelques spécimens isolés. Bien que ses fossiles soient rares, la présence de Gargantuavis depuis le sud-est de la France jusqu’au nord-ouest de l'Espagne montre que cet oiseau était malgré tout largement distribué dans l'île Ibéro-Armoricaine. Il est possible que Gargantuavis ait vécu principalement dans un milieu particulier, non propice à la fossilisation (tels que des régions forestières). Peut-être que cet habitat était situé loin des rivières et des plaines inondables auxquels correspondent la plupart des gisements fossilifères du Campanien supérieur et du Maastrichtien inférieur de France et d'Espagne,,.
L'histologie osseuse de Gargantuavis a montré que cet oiseau avait un premier stade de croissance rapide suivie d'une période prolongée (d'au moins 10 ans) de croissance cyclique lente avant d'atteindre la maturité squelettique. Un modèle similaire est connu chez les dinornithiformes éteints et chez les kiwis actuels, qui sont également des oiseaux insulaires. Le titanosaure Ampelosaurus, trouvé avec Gargantuavis dans le site de Bellevue, montre également une réduction de son taux de croissance. Ce modèle de croissance pourrait être lié à certaines pressions environnementales comme des pénuries alimentaires périodiques dans un environnement insulaire. Une théorie soutenue par des études sédimentologiques et minéralogiques qui indiquent des épisodes de climat semi-aride et fortement saisonnier pendant le Crétacé supérieur dans le sud de la France.

## Classification
La place précise de Gargantuavis au sein des oiseaux est incertaine en raison de la nature fragmentaire de ses restes. La forme de son fémur suggère que Gargantuavis n'était pas un représentant géant des énanthiornithes, un groupe d'oiseaux archaïques très répandu au Crétacé,. Il serait également plus avancé que ces derniers en raison d’un plus grand nombre de vertèbres dans son synsacrum, et d’une hétérocélie plus développée de ses vertèbres (à en juger par la seule vertèbre cervicale connue). L’extrémité distale d’un fémur complet découvert à Cruzy montre un condyle latéral subdivisé en deux semicondyles comme chez les oiseaux actuels. Cependant, sa position précise parmi les groupes plus dérivés est encore inconnue. Certaines caractéristiques du bassin et de la vertèbre cervicale montrent que Gargantuavis n'était pas étroitement lié aux oiseaux terrestres géants du Cénozoïque comme les Gastornithidae, les Phorusrhacidae et les Dromornithidae, ni aux grands oiseaux terrestres plus récents comme les moas, les oiseaux éléphants et les ratites actuels. Gargantuavis représente probablement une évolution endémique sur l'île Ibéro-Armoricaine au Crétacé supérieur,,.